# جون كيلي (لاعب كرة قدم)
جون كيلي (بالإنجليزية: John Kelly)‏ (21 فبراير 1921 في المملكة المتحدة - 1 يناير 2001) هو لاعب كرة قدم بريطاني (وحمل سابقاً جنسية المملكة المتحدة لبريطانيا العظمى وأيرلندا) في مركز جناح ‏. لعب مع نادي سلتيك ونادي فالكيرك ونادي هاليفاكس تاون.

## وصلات خارجية
- جون كيلي على موقع قاعدة بيانات كرة القدم.إي يو (الإنجليزية)